# Bozeň
Bozeň (též Šance u Březnice) je raně středověké hradiště severně od Počapel u Březnice v okrese Příbram ve Středočeském kraji. Nachází se na vrcholu Šance obtékaném řekou Skalicí. Dochovaly se z něj výrazné pozůstatky opevnění, které jsou chráněné jako kulturní památka.

## Historie
Hradiště bylo založeno v první polovině desátého století a zaniklo koncem století jedenáctého. Bývá spojováno s hypotetickým správním centrem Bozeňska, a patřilo k významným centrům hradské soustavy, byť nedosáhlo významu jiných přemyslovských správních hradišť. Zánik hradiště byl spojen s rozsáhlým požárem, a snad i ozbrojeným útokem, jak mohou naznačovat nálezy hrotů šípů.
Na počátku dvacátého století hradiště zkoumal Josef Ladislav Píč a další archeologické výzkumy podnikli Bedřich Dubský a Rudolf Turek v polovině dvacátého století.

## Stavební podoba
Trojdílné hradiště bylo postaveno na vrcholové části vrchu Šance (514 metrů), který je součástí Benešovské pahorkatiny a údolí řeky Skalice (Vlčavy) převyšuje až o padesát metrů. Vrchol kopce zaujala okrouhlá akropole s rozlohou 0,95 hektaru, opevněná mohutnou hradbou, ze které se dochoval 360 metrů dlouhý a až šest metrů vysoký val. Čelní stěnu hradby tvořila zeď z nasucho kladených kamenů, na kterou navazovala dřevohlinitá konstrukce neznámé podoby. Val je na jihovýchodní straně přerušen širokým průchodem, který může být novodobého původu a původní vstupy se nacházely na západní a severní straně a vedly z přilehlých předhradí. V místech západního vstupu valy vedou souběžně a vytvářejí tak deset metrů dlouhou ulicovitou bránu. Zástavbu akropole mohly tvořit domy srubové nebo kůlové konstrukce, z nichž některé mohly stát na kamenné podezdívce. Rudolf Turek odkryl půdorys domu o rozměrech 7 × 10 metrů.
Na severovýchodní straně k akropoli přiléhalo předhradí (1,17 hektaru) obehnané dalším mohutným valem, který je kolmo napojen na val akropole. Druhé předhradí nejspíše navazovalo na západní stranu akropole. Jeho opevnění se projevuje jen místy jako 0,5 metru vysoký val. Účel druhého předhradí s rozlohou asi 0,9 hektaru je vzhledem k absenci nálezů a velkému sklonu terénu nejasný, ale mohlo chránit např. přístup k vodě.

## Přístup
Ke hradišti vede odbočka z modře značené turistické trasy z Myslína nebo Dobré Vody.